# Kirche Wiederitzsch

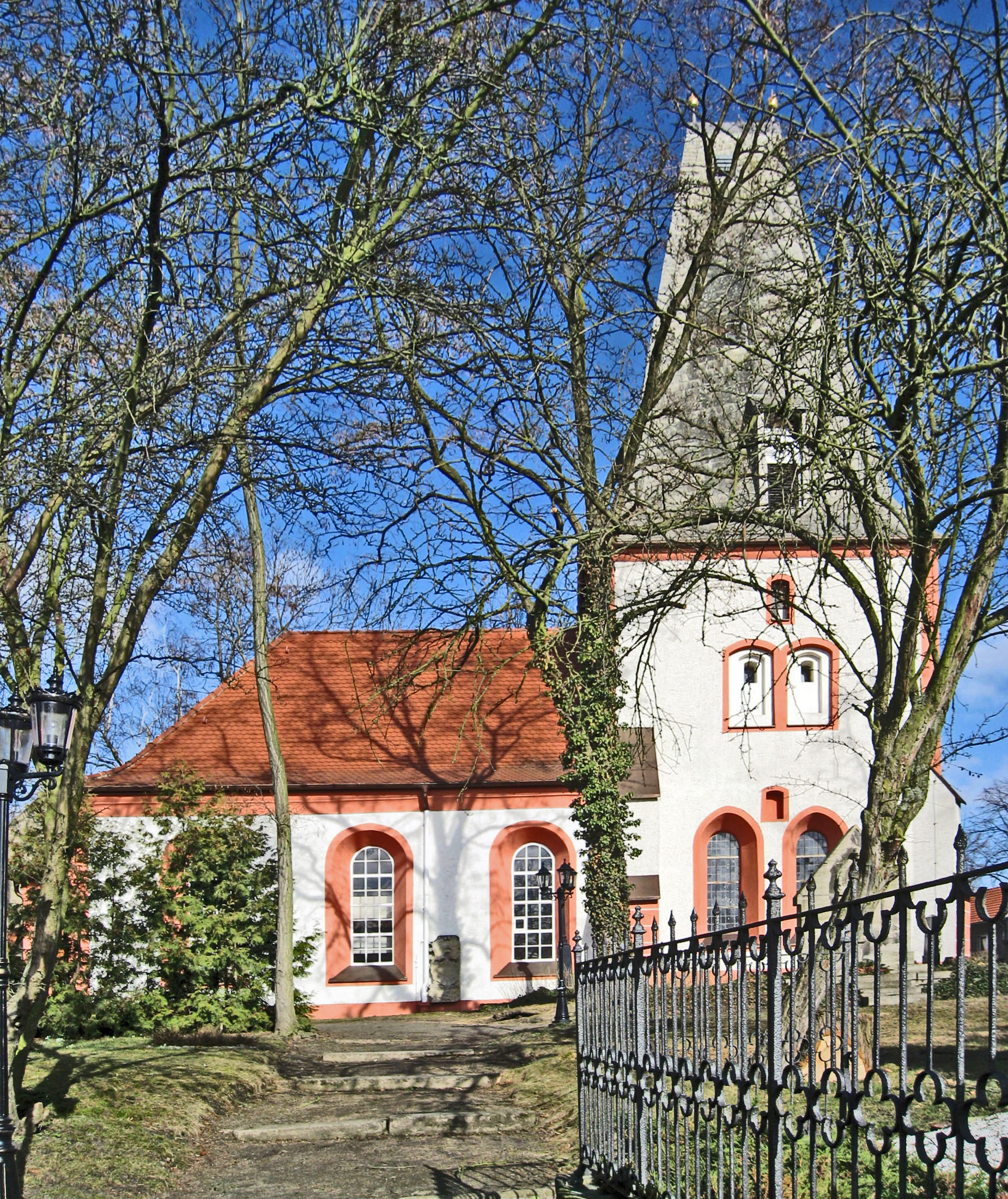
Wiederitzscher Kirche (2010)

Die Kirche Wiederitzsch ist ein Kirchengebäude der Evangelisch-Lutherischen Landeskirche Sachsens im Leipziger Stadtteil Wiederitzsch. Ihre romanischen Teile gehen auf das 12. Jahrhundert zurück. Sie steht auf dem ehemaligen Friedhof und genießt Denkmalschutz.

## Geschichte
Nachdem bereits ein sorbischer Rundling bestanden hatte, errichteten flämische Siedler zum Beginn des 12. Jahrhunderts etwa 500 Meter südlich davon ein Straßendorf, das später Großwiederitzsch hieß. Der Rundling wurde zu Kleinwiederitzsch. Die christlichen Siedler des Straßendorfs errichteten eine Kirche mit einem auch in Notsituationen Schutz bietenden massiven Turm und einem vermutlich hölzernen Kirchenschiff. Verschiedene Elemente am Turm, wie der Kämpfer am Triumphbogen belegen als Bauzeit die Romanik.

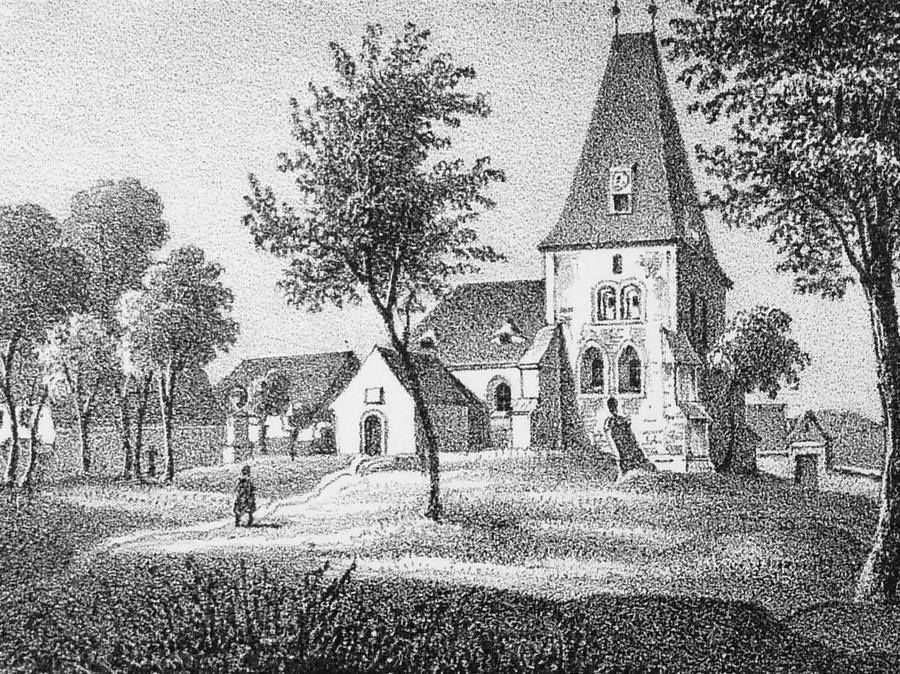
Wiederitzscher Kirche um 1840

Auf Umbauten zu gotischer Zeit weisen das Gewölbe im Chor sowie das Sakramentshäuschen an der Nord-Seite des Chores hin. Auch das kleine massive Kirchenschiff dürfte spätestens jetzt errichtet worden sein. 
1877 erfolgte ein Neuaufbau des Kirchenschiffes. Es wurde länger – drei Fenster statt früher zwei – und höher. Der Eingang wurde an die Westseite verlegt.

## Architektur
Die Wiederitzscher Kirche ist ein verputzter Feld- und Bruchsteinbau. Es ist eine Chorturmkirche mit einem nahezu quadratischen Turm von etwa acht Metern Kantenlänge, dem sich ein dreifenstriger Saal von etwa zwölf Meter Länge anschließt. Der Turm hat eine Wandstärke von 1,06 m, was zu einem inneren Chorraum von 5,70 m Kantenlänge führt. An den Turmecken befinden sich starke abgetreppte Strebepfeiler. Nach der Südseite hat der Turm zwei Spitzbogenfenster. An der Nordseite schließt sich die Sakristei mit einem Pultdach an. Der Turm besitzt ein hohes schiefergedecktes Walmdach mit einem kurzen First in Ost-West-Richtung. Das Walmdach des Langhauses ist ziegelgedeckt.
Der Innenraum hat eine flache Decke und eine dreiseitige Empore. Der Chorraum weist ein gotisches Sterngewölbe mit einem floralen Fresko auf.

## Ausstattung
Der in Weiß und Gold gehaltene Altar aus dem Jahr 1695 vom Hallenser Bildschnitzer Daniel Gruber zeigt in seinem Zentrum in einem Glorienkranz den emporschwebenden, auferstandenen Jesus Christus. Darunter befindet sich die Inschrift „Ich bin die Auferstehung und das Leben“, flankiert von vier ruhenden Kriegern. Die Seiten bilden zwei als Palmbäume gestaltete Säulen mit seitlichem barockem Schnitzwerk. 

## Orgel
1747 baute Zacharias Hildebrandt (1688–1757) eine einmanualige Orgel mit Pedal mit zehn Registern. Nach 150 Jahren war das Instrument verschlissen und wurde 1902 durch eine Orgel von Friedrich Ladegast (1818–1905) ersetzt. Diese ist zweimanualig und besitzt ebenfalls zehn Register. 

| I Manual C–f3 |             |             |
| 1.            | Prinzipal   | 08′         |
| 2.            | Doppelflöte | 08′         |
| 3.            | Gambe       | 08′         |
| 4.            | Prinzipal   | 04′         |
| 5.            | Doublette   | 02 ⁄3′ + 2′ |

| II Manual C–f3 |                 |      |
| 6.             | Aeoline         | 0 8′ |
| 7.             | Flauto traverso | 08′  |
| 8.             | Flauto dolce    | 04′  |

| Pedal C–d1 |           |      |
| 09.        | Subbass   | 016′ |
| 10.        | Cellobass | 08′  |

- Koppeln: II/I, I/P

Einer Reparatur 1985 durch A. Rietzsch folgte 1995 eine Generalüberholung der Orgel durch die Radebeuler Werkstatt Johannes Lindner.

## Glocken
Mit der kleinen Glocke aus dem 13. Jahrhundert besitzt Wiederitzsch die älteste Glocke Leipzigs; auch die beiden anderen haben historische Bedeutung. So blieb das Geläut durch entsprechende Einstufung vor den Metallsammlungen der beiden Weltkriege verschont. 1996 erfolgte eine umfassende Sanierung des Geläutes und des Glockenstuhles. Dieser wurde durch einen Eichenholzglockenstuhl ersetzt.

| Nr. | Gussjahr                        | Gießer       | Durchmesser | Masse      | Schlagton | Inschrift |
| --- | ------------------------------- | ------------ | ----------- | ---------- | --------- | --- |
| 1   | 4. Viertel des 13. Jahrhunderts | Heinricus    | 967 mm      | ca. 380 kg | fis′+1    | +Heiricvs . Filivs . Tiderici Me . Fecit.                                                                                               |
| 2   | 1. Hälfte des 15. Jahrhunderts  | unbezeichnet | 683 mm      | ca. 220 kg | dis″±0    | verziert mit einem Linienornament |
| 3   | 1625                            | Hans Wetter  | 577 mm      | ca. 160 kg | eis″-1    | Gott allein die Ehr . Durch das Feier bin ich geflossen . M . Hans Wetter in Hall had mich gegossen . 1625 . Mardinus Zisper Pfarherr : |

## Varia
- An der Außenwand der Markuskirche Leipzig gab es einst sieben Statuen aus französischem Kalkstein, sie zeigten Jesus Christus, Matthäus, Markus, Lukas, Johannes, Petrus und Paulus. Sie wurden nach der Schließung der Kirche 1978 nach Wiederitzsch gebracht.[5]